# Miguel Padilla
Miguel Alberto Padilla Cruz (Tegucigalpa, Francisco Morazán, Honduras, 5 de febrero de 1986) es un futbolista hondureño. Juega de delantero y su actual equipo es el Juticalpa F. C. de la Liga Nacional de Honduras.

## Clubes
| Club             | País     | Año             |
| ---------------- | -------- | --------------- |
| Olimpia          | Honduras | 2009            |
| Deportes Savio   | Honduras | 2010 - 2011     |
| Necaxa           | Honduras | 2012            |
| Pumas San Isidro | Honduras | 2012 - 2013     |
| Juticalpa F. C.  | Honduras | 2013 - Presente |